# Pentastemona
Pentastemona Steenis, 1982 è un genere di piante da fiore monocotiledoni della famiglia Stemonaceae.

## Descrizione
Nel genere Pentastemona i fiori sono pentameri e il numero di stami è cinque.

## Distribuzione e habitat
Il genere è endemico di Sumatra in Indonesia.

## Tassonomia
Il genere Pentastemona mostra marcate differenze con gli altri generi delle Stemonaceae, tanto da essere inserito in passato in una famiglia a sé stante (Pentastemonaceae).
Comprende due sole specie:
- Pentastemona egregia (Schott) Steenis
- Pentastemona sumatrana Steenis